# Bakero
Orlando José Lemos Martins, mais conhecido por Bakero, (Felgueiras, 2 de Abril de 1978) é um futebolista português, que joga habitualmente a médio ou extremo esquerdo.
Atualmente, joga pelo FC Felgueiras 1932 juntamente com o seu primo Zamorano.

## Títulos
- 2012-2013: Campeão da III Divisão - Série B pelo FC Felgueiras 1932
- 2011-2012: Campeão da Divisão de Honra (AF Porto) pelo CA Felgueiras